# San Martín Tequesquipan
San Martín Tequesquipan, eller bara Tequesquipan, är en ort i kommunen Temascaltepec i delstaten Mexiko i Mexiko. Samhället hade 1 120 invånare vid folkräkningen 2020.